# Alexander Neckam
Alexander Neckam (Saint Albans, 1157 - Cirencester, 1217) fue un filósofo, enciclopedista, erudito, profesor, teólogo, abad y religioso inglés, que residió en Cirencester desde 1213 hasta su muerte en 1217. Fue uno de los hombres más sabios de su época en Inglaterra; fue abad de Cirencester, en el período antes citado, desde 1213 a 1217. También fue Maestro en Artes en la Universidad de París, y había enseñado en el liceo en Dunstable y St. Albans antes de entrar en la abadía de Cirencester. Estaba interesado en la ciencia y no en la historia, y en su obra principal, De Rerum Naturis, hizo una compilación de los conocimientos científicos de la época.

## Biografía
Nacido en St. Albans (Inglaterra, condado de Hertford) en 1157, Alexander Neckam estudió en la escuela del Petit-Pont en París probablemente entre 1175 y 1182, donde fue alumno de Adam de Balsham. Luego enseñó en la Dunstable Grammar School antes de volver a enseñar en St.  Albans (1183-1190) y luego en Oxford (1198-1203). En 1208-1214 se trasladó al convento de agustinos de Cirencester, donde fue sacerdote desde 1213 hasta su muerte en 1217. Es considerado por los historiadores como el último representante del «renacimiento del siglo XII» y uno de los fundadores de la escuela inglesa de filosofía y ciencias naturales a la que más tarde pertenecería Roger Bacon.

## Obra
Su obra es diversa y a menudo única, sobre todo en el período en Cirencester donde regresó en 1197 para enseñar antes de convertirse en abad. Aristotélico convencido, fue también comentarista y lexicógrafo. Algunas de sus obras están muy involucradas en el enciclopedismo: en su De Rerum naturis, escribió a modo de enciclopedia, la suma de los conocimientos del mundo de su época. El libro consta de cinco partes: las dos primeras se refieren a las cosas de la naturaleza y las tres últimas son una revisión del Eclesiastés. En los dos libros sobre la naturaleza, Neckam abordó sucesivamente a Dios, la luz (incluyendo los ángeles y los cuerpos celestes), el tiempo, los elementos, el fuego, el aire (con las aves las que termina el libro), el agua con los peces, "la tierra", con los metales, plantas, árboles, rocas, animales terrestres y el hombre y, por último, las virtudes y los vicios (Libro II). De acuerdo con la tradición manuscrita y las valoraciones que se han hecho de sus obras, el conocimiento difundido por Alexander influyó principalmente en Inglaterra.
También puso en verso en latín cuarenta y dos fábulas de Esopo en su Novus Esopus que no tuvo mucho éxito.

## Escritos
- Período en París:
  - De nominibus ustensilium  (en la que Neckam demuestra que los occidentales conocían la brújula (1180-1187);
  - Comentario sobre Martianus Capella;
  - Colección de fábulas: Novus Avianus y Novus Esopus;

- Período en Oxford: 
  - Redacción de Quaestiones
  - Redacción Sermones

- Período en Cirencester como canónigo:
  - Laus beatissime virginis
  - Solatium fidelis anime
  - Corrogationes Promothei
  - Glose sur le Psautier
  - De naturis rerum et in Ecclesiasten (circa 1200) (disponible en dos partes en Gallica: gallica.bnf.fr/ark:/12148/bpt6k67907s y gallica.bnf.fr/ark:/12148/bpt6k50236j con extractos en inglés, T. Wright, Alexandri Neckham De naturis rerum libro duo, Londres, Longman and Green, 1863.
  - Sacerdos at altare
  - Comentarios sobre Proverbios y el Cantar de los Cantares;
  -  Edi 'speculationum Speculum'. Sr. R. Thompso,;  Alexander Nequam, Speculum speculationum, Oxford University Press, 1990.
  - Laus sapientie divine

- Período como abad en Cirencester:
  - Corrogationes novi Promothei
  - Super mulierem fortem
  - Suppletio defectuum, ed. y trad al inglés por C.J. McDonough, Alexander Neckam de plantas, aves y animales. Un Suplemento al «divino'Laus Sapientiae divine', Florencia, Sismel 1999.